# Scaphoideus baeticus
Scaphoideus baeticus är en insektsart som beskrevs av William Lucas Distant 1918. Scaphoideus baeticus ingår i släktet Scaphoideus och familjen dvärgstritar. Inga underarter finns listade i Catalogue of Life.